# Rockaria!
Singles de Electric Light Orchestra
Livin' Thing
(1976) Do Ya
(1977)
Pistes de A New World Record
Telephone Line Mission (A World Record)
Rockaria! est une chanson d'Electric Light Orchestra, parue en 1976 sur l'album A New World Record. L'année suivante, elle est le deuxième single extrait de l'album, avec Poker (une chanson tirée de l'album précédent du groupe, Face the Music) en face B. Ce single a atteint la neuvième position du hit-parade au Royaume-Uni.
Formellement, la chanson mêle des éléments de rock 'n' roll et d'opéra classique, ce que reflète son titre (rock-aria) et ses paroles.